# 猫儿屎
猫儿屎（学名：Decaisnea insignis），为木通科猫儿屎属下的一个植物种。